# Marek Madej
Marek Konrad Madej – polski politolog, doktor habilitowany nauk społecznych, adiunkt na Wydziale Nauk Politycznych i Studiów Międzynarodowych Uniwersytetu Warszawskiego (d. ISM UW, którego był wicedyrektorem ds. naukowych i współpracy z zagranicą).

## Życiorys
W 2001 ukończył studia magisterskie w ISM. Jego praca magisterska otrzymała nagrodę im. prof. Remigiusza Bierzanka i została wydana drukiem. W tym samym roku dołączył do kadry naukowo-dydaktycznej Instytutu. Ukończył także Studium Bezpieczeństwa Narodowego UW. W 2006 doktoryzował w zakresie nauk o polityce na podstawie pracy Zagrożenia asymetryczne dla bezpieczeństwa państw obszaru transatlantyckiego (promotor: Roman Kuźniar). W 2007 objął stanowisko adiunkta. Równocześnie w latach 2006–2010 był zatrudniony jako główny specjalista-analityk oraz kierownik zespołu ds. bezpieczeństwa międzynarodowego w Polskim Instytucie Spraw Międzynarodowych. Od maja 2012 do 2013 pracował, jako laureat konkursu Prezydencki Program Ekspercki, w Kancelarii Prezydenta RP. 18 kwietnia 2018 uzyskał habilitację na podstawie dorobku naukowego oraz rozprawy Adaptacja organizacji bezpieczeństwa do wymogów współczesnego środowiska geostrategicznego – przypadek Sojuszu Północnoatlantyckiego.
Specjalizuje się w zagadnieniach szeroko rozumianego bezpieczeństwa międzynarodowego, w tym m.in. problematyce NATO, kwestiach zagrożeń asymetrycznych (w tym terroryzmu), polskiej polityce bezpieczeństwa, a także kwestiach kontroli zbrojeń.